# Khóa học trực tuyến đại chúng mở

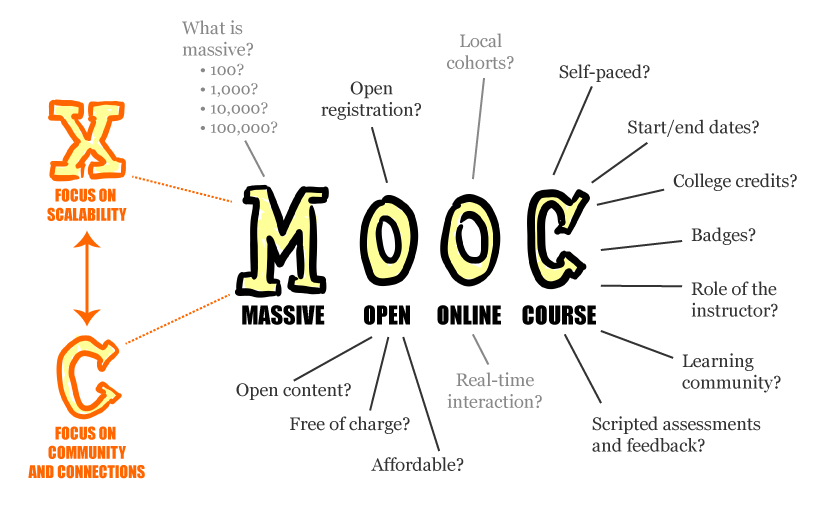
Tấm áp phích với tiêu đề "MOOC, mỗi chữ cái đều có ý nghĩa," diễn tả ý của khóa học.

Khóa học trực tuyến đại chúng mở hay MOOC (Massive open online course) là khóa học thông qua Internet không giới hạn số người tham dự. Xuất phát từ ý tưởng của giáo dục từ xa, Khóa học trực tuyến đại chúng mở có tiềm năng thay đổi nền giáo dục thế giới, đặc biệt là giáo dục đại học.

## Đặc điểm khóa học
Khác với phương pháp giáo dục cổ điển với tài liệu khóa học như videos, sách vở, MOOC cung cấp cho học viên diễn đàn để cho học viên, và giáo sư có cơ hội trao đổi với nhau.

## Hạn chế
Tỷ lệ tốt nghiệp của MOOC rất thấp, hầu như chỉ dưới 10%.